# キツネベラ
キツネベラ (狐遍羅・狐倍良, Bodianus bilunulatus) は、タキベラ属に属す海水魚である。成魚の体色は赤色で、幼魚は黒色横帯がある。

## 分布
日本国内では、八丈島、火山列島などの小笠原諸島、静岡県富戸-高知県柏島の太平洋沿岸、熊本県天草、屋久島、琉球列島に分布する。
日本国外では、朝鮮半島南岸、台湾、中国福建省、東沙諸島、西沙諸島、南沙諸島、インド洋、オーストラリア西岸・東岸を除く西太平洋。

## 形態
全長は40センチメートル程度。タキベラ属の中では大型で、60センチメートル近くまで成長することもある。
成魚は、背面後方に黒い斑紋があり、雄では不明瞭だが、雌では明瞭。雌の尾鰭付け根付近に不明瞭な白い斑紋が現れる。成魚はタキベラに似るが、体側中央に白い斑紋がないことで識別できる。各鰭は黄色みがかり、体側の体色は赤色であり、上顎付近と下顎後方は特に濃く黒ずむ。眼は白色または赤色。
若魚は、体側は白の地色に赤色の点列が並ぶことが多い。外見は成魚とほぼ変わりない。
幼魚は、外見が成魚と大きく異なる。臀鰭及び背鰭後方と体側後方及び尾柄前方は黒色横帯が大きな特徴で、この黒色横帯は成長するにしたがって黒色斑へと変化する。背面前方及び背鰭前方は黄色、体側前方は白の地色に赤色の点列が並び、尾柄と腹鰭は青みがかった白色、胸鰭と背鰭最後方及び臀鰭最後方と尾鰭は半透明である。眼は黄色と赤色の境界に位置するため、2つの色が混ざる。小さいサイズのものほど頭部の黄色、腹部の白い色、後方の黒い色が鮮明だが、成長に伴い全体的に赤色が増していく。ヒレグロベラの幼魚に似るが、ヒレグロベラの幼魚は体側前方と背鰭前方が黄色、胸鰭は黒く、本種の幼魚同様の黒色横帯があり、それとは別に尾柄後端にも黒色横帯がある。また、黄色と黒色横帯と尾柄のほうの黒色横帯との間は青みがかった白色である。

## 生態
成魚は水深30メートル付近の岩礁やサンゴ礁外縁礁付近で見られる。幼魚は、やや内湾の浅い水域で、岩やサンゴの陰で単独でじっとしている。

## 利用
水深が数10メートルのところでよく釣れる。刺身や煮付けで食される。